# Juan José Moreno Cuenca
Juan José Moreno Cuenca, àlies El Vaquilla (Barcelona, 19 de novembre de 1961 - Badalona, 19 de desembre de 2003) fou un dels més famosos delinqüents de Catalunya.

## Biografia
Va néixer el 19 de novembre de 1961 a Barcelona, fill de Rosa Cuenca, dona d'ètnia gitana que havia estat anteriorment a presó, i, segons es diu, d'un cantaor amb qui la seva mare va tenir una relació esporàdica. El seu padrastre, que va donar-li el cognom, va morir a causa d'un atac de cor durant una persecució policial després d'haver perpetrat un robatori a una fàbrica.
Va passar la seva infància al barri de La Mina, un barri de Sant Adrià de Besòs, que va ser l'escola on ell i els seus germans aprengueren a sobreviure i a mantenir a la seva mare.
La joventut de Juan José no va ser gens fàcil: son pare va morir quan ell era encara un xiquet petit, en un robatori a un magatzem. Essent desatès dels seus pares, comença a vagar per Barcelona i a poc a poc es converteix en un expert del robatori.
Als tretze anys va crear una banda i va començar a cometre robatoris, atracaments i persecucions. Ben aviat es va fer conegut arreu de l'estat i va ser detingut i ingressat en un reformatori diverses vegades, tot i que sempre va escapar-se'n. Era molt jove quan va ser arrestat per primera vegada ingressant als 13 anys a la presó Model de Barcelona, acusat de robatoris de cotxes, atracaments a bancs i joieries, a més a més d'enfrontaments armats amb la Guàrdia Civil.
Els seus tres germans varen tenir una mort tràgica. Antonio en un tiroteig amb la guàrdia urbana de Girona després d'atracar una joieria. Julián intentant fugir per la finestra d'un hospital on era custodiat i el més petit Miguel i preferit per Juan José, al tenir un accident amb un cotxe que conduïa fugint de la policia.
El 1976, després de la mort de Franco i gràcies a una amnistia, és posat en llibertat però a l'any següent, quan va assolir la majoria d'edat penal, va tornar a ingressar a la presó per condemnes pendents.
Va ser poc després, quan el Vaquilla té el primer contacte amb les drogues: a l'edat de 16 anys, comença a consumir cànnabis, de part de son oncle, malgrat que en una de les seves últimes aparicions en públic declarava que des del primer instant que va sentir dependència a les drogues va intentar deixar-les, cosa difícil a la presó on era molt fàcil obtenir cocaïna i heroïna.
Els darrers anys de la seva vida estava malalt, a més d'haver contret anticossos de la sida. L'11 de desembre de 2002 se li va concedir la llibertat condicional a causa de la gravetat de la malaltia. El mes de novembre fou ingressat a la presó de Quatre Camins, a l'hospital penitenciari de Terrassa. Arran del seu empitjorament fou traslladat a l'Hospital Germans Trias i Pujol de Badalona, on morí el 19 de desembre de 2003 per cirrosi hepàtica, derivada de la seva drogoaddicció, als 42 anys.